# Lambula fulginosa
Lambula fulginosa là một loài bướm đêm thuộc phân họ Arctiinae, họ Erebidae.